# Eli Aristides
Publi Eli Aristides Teodor (grec antic: Πόπλιος Αἴλιος Αριστείδης Θεόδωρος, llatí: Publius Aelius Aristides; Hadrianos, Bitínia, 129 o 117 - Esmirna, 189), anomenat habitualment Eli Aristides, va ser un famós orador grec del segle ii, pertanyent al moviment de la Segona Sofística. Era fill d'Eudemó', sacerdot de Zeus.
Ja de ben jove va mostrar un talent extraordinari, i es va dedicar a l'estudi de la retòrica, que considerava l'ocupació més digna per una persona, i va dedicar-se a la poesia per diversió. A més del retòric Herodes Àtic, que va escoltar a Atenes, va estudiar amb Arístocles a Pèrgam, i amb Polemó Antoni i Alexandre el Gramàtic a Esmirna. Una vegada preparat, va viatjar per diversos llocs especialment per Egipte, Grècia i Itàlia. La fama que tenia era tan gran, que moltes de les ciutats a les quals va viatjar li van erigir estàtues en homenatge. Poc abans del seu retorn, i encara a Itàlia, va ser atacat per una malaltia que li va durar tretze anys, però això, tot i que sempre havia estat molt feble, no li va impedir seguir la seva activitat i els seus estudis, car tenia intervals de salut, i va marxar a Esmirna on es va instal·lar. En un llibre d'ell, ἱεροὶ λόγοι, una mena de dietari de la seva malaltia i la recuperació posterior, diu que sovint en somnis se li demanava de cultivar la retòrica i no preocupar-se d'altres branques del saber. Va residir a Esmirna on havia anat per la fama curativa dels seus banys, al final de la seva malaltia i després, un cop ja curat. Feia viatges esporàdics a Pèrgam i a altres poblacions.
Quan Esmirna va ser destruïda per un terratrèmol l'any 178, va aconseguir de Marc Aureli, amb el que s'havia fet amic a Jònia, que la ciutat fos reconstruïda, després de pintar a l'emperador amb un gran realisme, les condicions miserables dels seus habitants i l'estat lamentable de les cases i els temples. En agraïment la ciutat li va fer aixecar una estàtua a l'àgora i li va donar el títol de fundador. Li van oferir diversos honors, però només va acceptar el de sacerdot d'Asclepi, condició que va tenir fins a la seva mort el 180 o 189. Va tenir estàtues en altres ciutats. Es conserven 55 discursos seus, i dos tractats sobre temes de poc valor. Alguns dels seus discursos són elogis del poder de certes divinitats, altres, panegírics sobre ciutats, com ara Esmirna, i altres tracten temes relacionats amb la retòrica i l'eloqüència. L'obra citada anteriorment, ἱεροὶ λόγοι, conté curioses informacions sobre mètodes curatius als temples que han cridat l'atenció.